# Finker (madret)
 For alternative betydninger, se Finker. (Se også artikler, som begynder med Finker)
Finker er en gammel dansk madret og egnsret fra Fyn og Sjælland, bestående af kogt hakkekød og indmad fra svin. Kødet steges i fedt sammen med løg, æbler og krydderurter. På dele af Fyn tilsættes pærer og/eller svesker samt  fedtegrever.
Retten spises med groft rugbrød og blev traditionelt især tilberedt efter slagtning i november.